# لوکن (مینه‌سوتا)
لوکن، مینه‌سوتا (به انگلیسی: Lucan, Minnesota) یک شهر در ایالات متحده آمریکا است که در شهرستان ردوود، مینه‌سوتا واقع شده‌است.

## خصوصیات
لوکن ۰٫۹۸ کیلومترمربع مساحت و ۱۹۱ نفر جمعیت دارد و ۳۳۲ متر بالاتر از سطح دریا واقع شده‌است.